# Sèvres-Anxaumont
Sèvres-Anxaumont is een gemeente in het Franse departement Vienne (regio Nouvelle-Aquitaine) en telt 1779 inwoners (1999). De plaats maakt deel uit van het arrondissement Poitiers.

## Geografie
De oppervlakte van Sèvres-Anxaumont bedraagt 15,5 km², de bevolkingsdichtheid is 114,8 inwoners per km².
De onderstaande kaart toont de ligging van Sèvres-Anxaumont met de belangrijkste infrastructuur en aangrenzende gemeenten.

## Demografie
Onderstaande figuur toont het verloop van het inwonertal (bron: INSEE-tellingen).

## Geschiedenis
Na de Franse Revolutie werden Sèvres en Anxaumont twee aparte gemeenten. Ze werden samengevoegd in 1820 en de nieuwe gemeente nam de naam Sèvres aan. Dit werd gewijzigd in Sèvres-Anxaumont in 1937.